# Matelea stenopetala
Matelea stenopetala är en oleanderväxtart som beskrevs av Sandw.. Matelea stenopetala ingår i släktet Matelea och familjen oleanderväxter. Inga underarter finns listade i Catalogue of Life.